# Robert Lindet
Jean Baptiste Robert Lindet, född 2 maj 1746, död 16 februari 1825, var en fransk revolutionspolitiker.
Lindet var ursprungligen advokat, blev medlem av Lagstiftande församlingen 1790 och Konventet 1792, där han slöt sig till jakobinerna. Han röstade för Ludvig XVI:s omedelbara avrättning, blev medlem av Välfärdsutskottet och var närmast en anhängare av Robespierre utan att vara hans handgångne man. Lindet överlevde också politiskt Robespierres fall, bekämpade thermidoristernas höger och var finansminister under direktoriets sista tid.